# Nicolas Couperin
Nicolas Couperin (Parijs, 20 december 1680 – aldaar, 25 juli 1748) was een Frans organist en componist, lid van de familie van componisten en musici Couperin en zoon van François Couperin l'Ancien, neef van François Couperin Le Grand en vader van Armand-Louis Couperin. In 1722 kreeg hij toestemming om een kamer te huren in het huis aangrenzend aan de Saint-Gervais, mogelijk omdat hij zijn zieke neef daar moest vervangen. In 1723 was hij in het bezit van het erfrecht van het ambt van de Saint-Servais.
Lodewijk-Alexander de Bourbon, de graaf van Toulouse, en gewettigd kind van Lodewijk XIV en Madame de Montespan, nam hem in dienst als kamermusicus.
Zijn huwelijk in 1723 met Marie-Françoise Dufort de La Coste leverde hem een aanzienlijke bruidsschat op. Op zijn trouwakte wordt hij vermeld als 'maître de musique'. In 1728 werd hij muziekleraar van de dochter van de Prins de Guise. In hetzelfde jaar overleed zijn echtgenote. De inventaris die na haar dood werd opgemaakt maakt melding van twee klavecimbels met één klavier, twee klavecimbels met dubbelmanuaal en vier spinetten, hetgeen op een welgesteld leven wijst.
Op 12 december 1733 volgde hij officieel François Couperin als organist van de Saint-Servais op. Over zijn muzikale activiteiten is verder niets bekend, behalve dat een motet Ad fontes amoris venite fideles (1735) aan hem is toegeschreven. Nicolas Couperin was de eerste Couperin die in de Saint-Servais, onder het orgel, werd begraven. 